# Nagrada Joseph Ratzinger
Nagrada Joseph Ratzinger (tal. Premio Jospeh Ratzinger, njem. Joseph-Ratzinger-Preis) godišnja je nagrada Vatikanske zaklade Joseph Ratzinger – Benedikt XVI. (tal. Fondazione Vaticana Joseph Ratzinger – Benedetto XVI) koju zaklada od 2011. godine dodjeljuje odabranim laureatima za njihove osobite zasluge i postignuća u teološkom i znanstvenom djelovanju. Nagrada, dotirana s 50.000 eura, nosi građansko ime pape Benedikta XVI. Nagradni se fond financira prihodima od prodaje knjiga Josepha Ratzingera te javnim i privatnim donacijama.

## Laureati
Sljedeći su ugledni teolozi i znanstvenici laureati Nagrade Joseph Ratzinger:
- 2011.:[3]
  - Olegario González de Cardedal (* 1934.), španjolski teolog
  - Manlio Simonetti (1926. – 2017.), talijanski filolog i povjesničar
  - Maximilian Heim OCist (* 1961.), njemačko-austrijski teolog, opat cistercistske opatije Heiligenkreuz pokraj Beča

- 2012.:
  - Brian E. Daley SJ (* 1940.), američki povjesničar teologije
  - Rémi Brague (* 1947.), francuski filozof religije

- 2013.:
  - Richard A. Burridge (* 1955.), engleski bibličar, anglikanac
  - Christian Schaller (* 1967.), njemački teolog, zamjenik ravnatelja Instituta pape Benedikta XVI.

- 2014.:
  - Anne-Marie Pelletier (* 1946.), francuska teologinja
  - Waldemar Chrostowski (* 1951.), poljski teolog

- 2015.:
  - Nabil el-Khoury (* 1941.), libanonski teolog
  - Mario de França Miranda SJ (* 1936.), brazilski teolog

- 2016.:[4]
  - Inos Biffi (* 1934.), talijanski teolog
  - Ioannis Kourempeles (* 1965.), grčki teolog, prvi pravoslavni laureat

- 2017.:
  - Karl-Heinz Menke (* 1950.), njemački teolog
  - Theodor Dieter (* 1951.), njemački teolog (evangelik)
  - Arvo Pärt (* 1935.), estonski skladatelj

- 2018.:
  - Marianne Schlosser (* 1959.), njemačka teologinja
  - Mario Botta (* 1943.), švicarski arhitekt

- 2019.:
  - Charles Margrave Taylor (* 1931.), kanadski politolog i filozof
  - Paul Béré SJ (* 1966.), isusovac iz Burkine Faso

- 2020.:[5][6]
  - Jean-Luc Marion (* 1946.), francuski filozof i teolog
  - Tracey Rowland (* 1963.), australska teologinja

- 2021.:[6][7]
  - Hanna-Barbara Gerl-Falkovitz (* 1945.), njemačka filozofkinja
  - Ludger Schwienhorst-Schönberger (* 1957.), njemački teolog

## Vanjske poveznice
- Fondazione Vaticana Joseph Ratzinger – Benedetto XVI: Premio Joseph Ratzinger (tal.)
- Vatican News.va – Papa Franjo o Benediktu XVI.: Sjajno učiteljstvo i nepokolebljiva ljubav prema istini